# Хлороз

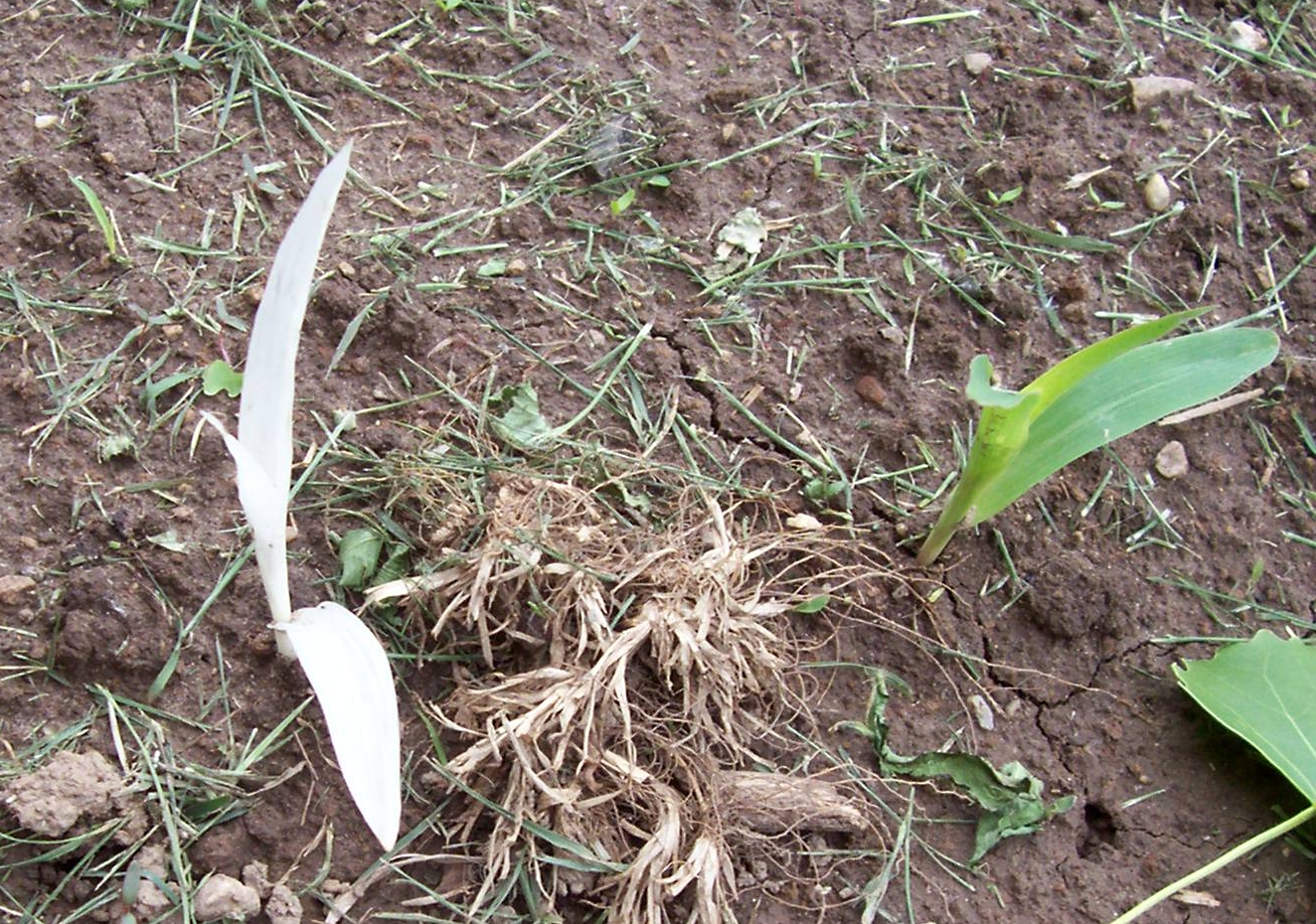
Паросток кукурудзи уражений хлорозом (ліворуч) поруч із здоровою рослиною (праворуч).

У ботаніці хлороз (від Хлоріс, грец. χλωρις) — явище, яке зумовлене недостатнім виробленням хлорофілу в рослинах. Оскільки хлорофіл відповідає за зелений колір листя, частини рослин, що страждають від хлорозу, набувають блідого, жовтого або жовтувато-білого забарвлення. Рослина втрачає цілком або частково здатність виробляти вуглеводи у процесі фотосинтезу та може загинути, якщо чинники недостатності хлорофілу мають місце тривалий час. Деякі рослини, такі як мутант гену ppi2 альбінос Arabidopsis thaliana, життєздатні за умов хлорозу, якщо їх забезпечити зовнішнім джерелом цукрози. Часто хлороз викликаний браком певних поживних речовин (і почасту посилюється на кислих ґрунтах). Таким хлорозам зазвичай запобігають додаванням заліза, магнію або сумішей азоту в різних комбінаціях. Деякі пестициди, зокрема гербіциди, також можуть викликати хлороз: зазвичай бур'янів, втім, подекуди й культурних рослин.